# كيفن ميرالاس
كيفن أنتونيو يويل غيسلان ميرالاس إي كاستيلو (بالألمانية: Kevin Antonio Joel Gislain Mirallas y Castillo) (مواليد 5 أكتوبر 1987 في لييج - بلجيكا) لاعب كرة قدم بلجيكي يلعب حاليًا لصالح نادي إيفرتون الإنجليزي ويلعب في مركز الجناح الأيمن.

## أول مرحلة
قضى ميرالاس حياته المهنية في اللعب في نادي مسقط رأسه ستاندارد ليج. ثم غادر بلجيكا وبدأ مسيرته الأولى في فرنسا بالتوقيع لنادي ليل الفرنسيشارك ميرالاس في كأس الاتحاد الاوروبي في أول موسم له في النادي. تم انتقال ميرالاس في وقت لاحق إلى أس سانت إيتيان بمبلغ 4 ملايين يورو، وبدأ في تقديم اسم لنفسه بتسجيله ضد ليون في أول ظهور له.

## اولمبياكوس
في يونيو 2010 انضم ميرالاس إلى نادي أولمبياكوس اليوناني على إعارة لمدة سنة واحدة مقابل 2.5 مليون يورو.أحرز ميرالاس أول ظهور له في المباراة التي فاز بها فريقه 5-0 أمام كاس بيزا كافاجي في الجولة الثانية لتصفيات دوري أوروبا لكرة القدم. سجل ميرالاس في خسارة فريقه 2-1 خارج ارضه امام أكبر منافسيه باناثينايكوس في الديربي. بعد ذلك تم تمديد عقده إلى أربع سنوات. وفاز أولمبياكوس ببطولة الدوري اليوناني الممتاز في هذا الموسم، وفاز ميرالاس بأعلى هداف للنادي مع 14 هدفا. في الموسم التالي فاز أولمبياكوس مرة أخرى بالدوري، وكان ميرالاس هداف الدوري ب 20 هدفا.

## إيفرتون
في أغسطس 2012 انضم ميرالاس إلى نادي ايفرتون الإنجليزي الممتاز مقابل 6 ملايين جنيه استرليني. وكان أول ظهور له خلال الدوري 3-1 الفوز على استون فيلا في فيلا بارك. في أول ظهور له بعد أربعة أيام، سجل ميرالاس مرتين وصنه هدفين في فوز إيفرتون 5-0 ضد ليتون أورينت في الجولة الثانية من الكأس.وسجل هدفه الأول في الدوري في 22 سبتمبر 2012، بفوز فريقه 3-0 أمام سوانسي سيتي.وتعرض ميرالاس لعدد من الإصابات التي حدت من عدد ظهوره في منتصف الموسم. جاء هدف ميرالاس المقبل ضد أولدهام أثليتيك في فوز 3-1 في 26 فبراير 2013 في الجولة الخامسة من كأس الاتحاد الإنجليزي. ثم سجل هدفه الثاني في الموسم ضد ريادينغ بفوزه 3-1 في 2 مارس 2013.وسجل ميرالاس هدفا وصنع هدف خلال تعادل 3-3 في الديربي امام ليفربول من موسم 2013-14 في 23 نوفمبر.احرز ثمانية أهداف في الموسم، قبل أن ينتهي موسمه في أبريل بسبب إصابة الفخذ. خلق ميرالاس 61 فرصة لزملائه خلال الموسم، وهو أكثر من أي لاعب إيفرتون.
في 18 سبتمبر 2014، سجل ميرالاس هدفه الأوروبي الأول لإيفرتون، في فوز 4-1 على فولفسبورغ في المباراة الأولى في الدوري الأوروبي.ووقع عقدا جديدا لمدة ثلاث سنوات مع النادي في أغسطس 2015.
وسجل ميرالاس هدفه رقم 30 في الدوري الممتاز مع ايفرتون في 11 مارس 2017.

## المنتخب
ومثل ميرالاس بلجيكا في منخب تحت 17 عاما، تحت 19 و تحت 21.
وسجل مرتين في دورة الألعاب الاولمبية الصيفية 2008 مرة واحدة ضد الصين (2-0 انتصار) ومرة واحدة ضد إيطاليا (3-2 انتصار). وقد حقق أول ظهور دولي له في الفريق الأول في عام 2007 وسجل أول هدف دولي له ضد صربيا في بروكسل في 23 أغسطس من ذلك العام.
كان ميرالاس جزءا من الفريق البلجيكي الذي وصل إلى الدور ربع النهائي في نهائيات كأس العالم لكرة القدم 2014، مما جعل أول ظهور له في البطولة فوز 1-0 على روسيا.

## روابط خارجية
- كيفن ميرالاس على موقع الاتحاد الدولي (مؤرشف)  (الإنجليزية)
- كيفن ميرالاس على موقع الاتحاد الأوربي (الإنجليزية)
- كيفن ميرالاس على موقع الاتحاد البلجيكي (الإنجليزية)
- كيفن ميرالاس على موقع اتحاد تركيا (لاعب) (الإنجليزية)
- كيفن ميرالاس على موقع قاعدة بيانات كرة القدم.إي يو (الإنجليزية)
- كيفن ميرالاس على موقع ليكيب (الفرنسية)
- كيفن ميرالاس على موقع ناشيونال فوتبول تيمز (الإنجليزية)
- كيفن ميرالاس على موقع Soccerbase.com (لاعب) (الإنجليزية)
- كيفن ميرالاس على موقع Soccerway.com (الإنجليزية)
- كيفن ميرالاس على موقع عالم كرة القدم.نت (الإنجليزية)